# FC Volendam in het seizoen 2015/16
Het seizoen 2015/16 van FC Volendam is het 61e seizoen van de Nederlandse betaaldvoetbalclub. De club speelt door het mislopen van het kampioenschap en play-offs tegen De Graafschap opnieuw in de Eerste divisie.
Dit seizoen is het eerste seizoen onder Robert Molenaar. Hij volgde Hans de Koning op, die FC Volendam drie seizoenen onder zijn hoede had. Keeperstrainer Harald Wapenaar vertrok naar Lierse SK, waarna Edwin Zoetebier hem opvolgde. De club kreeg tevens een nieuwe shirtsponsor. Op 26 juni 2015 tekende de directie van HSB Bouw een shirtsponsorcontract voor het seizoen 2015/16.
De eerste officiële wedstrijd van het seizoen werd op 7 augustus 2015 gespeeld tegen NAC Breda. De laatste wedstrijd in de reguliere competitie zal worden gespeeld op 29 april 2016 tegen FC Oss. In de landelijke KNVB beker stroomde FC Volendam in de tweede ronde in, deze wedstrijd werd gespeeld op 22 september 2015 op bezoek bij FC Lienden.
FC Volendam beëindigde het seizoen met een zesde plaats en plaatste zich als periodekampioen voor de play-offs. Hierin werd in de eerste ronde in een tweeluik verloren van MVV. In de beker bleek FC Lienden te sterk.

## Selectie
| Nationaliteit                          | Naam                   | Vorige club      | Bij FC Volendam sinds |
| -------------------------------------- | ---------------------- | ---------------- | --------------------- |
| Keepers                                |                        |                  |                       |
| Vlag van Nederland                     | Hobie Verhulst         | MVV Maastricht   | 2015                  |
| Vlag van Nederland                     | Jeroen Verhoeven       | FC Utrecht       | 2015                  |
| Vlag van Nederland                     | Jordi van Stappershoef | eigen jeugd      | 2014                  |
| Verdedigers                            |                        |                  |                       |
| Vlag van Nederland · Vlag van Ghana    | Randy Ababio           | eigen jeugd      | 2015                  |
| Vlag van Nederland · Vlag van Marokko  | Sofian Akouili         | Atıraw FK        | 2014                  |
| Vlag van Nederland · Vlag van Suriname | Raoul Esseboom         | Jong PSV         | 2012                  |
| Vlag van Nederland                     | Ties Evers             | De Graafschap    | 2014                  |
| Vlag van Nederland                     | Johan Keizer           | Eigen jeugd      | 2014                  |
| Vlag van Nederland                     | Daan Klinkenberg       | eigen jeugd      | 2015                  |
| Vlag van Nederland                     | Jermano Lo Fo Sang     | OFC              | 2014                  |
| Vlag van Nederland                     | Gijs Luirink           | Sparta Rotterdam | 2014                  |
| Vlag van Nederland                     | Denzel Prijor          | eigen jeugd      | 2014                  |
| Vlag van Nederland                     | Henny Schilder         | eigen jeugd      | 2005                  |
| Vlag van Nederland                     | Erik Schouten          | AZ               | 2012                  |
| Vlag van Nederland                     | Nick Zeijlmans         | eigen jeugd      | 2015                  |
| Middenvelders                          |                        |                  |                       |
| Vlag van Nederland                     | Hilal Ben Moussa       | FC Groningen     | 2015                  |
| Vlag van Nederland · Vlag van Marokko  | Rafik El Hamdi         | eigen jeugd      | 2014                  |
| Vlag van Nederland                     | Kees Kwakman           | Bidvest Wits     | 2015                  |
| Vlag van Nederland                     | Dylan Mertens          | eigen jeugd      | 2014                  |
| Vlag van Nederland                     | Nick Runderkamp        | eigen jeugd      | 2015                  |
| Vlag van Nederland                     | Gerry Vlak             | eigen jeugd      | 2015                  |
| Aanvallers                             |                        |                  |                       |
| Vlag van Nederland                     | Jordy Hilterman        | eigen jeugd      | 2015                  |
| Vlag van Curaçao                       | Elson Hooi             | NAC Breda        | 2016                  |
| Vlag van Nederland                     | Kevin van Kippersluis  | FC Utrecht       | 2014                  |
| Vlag van Nederland                     | Soufiane Laghmouchi    | FC Emmen         | 2015                  |
| Vlag van Nederland                     | Guyon Philips          | Go Ahead Eagles  | 2014                  |
| Vlag van Nederland                     | Genridge Prijor        | eigen jeugd      | 2014                  |
| Vlag van Nederland                     | Daniël van Son         | FC Utrecht       | 2014                  |
| Vlag van Nederland                     | Bert Steltenpool       | VV VVW           | 2014                  |
| Vlag van Nederland                     | Jack Tuijp             | Ferencváros      | 2015                  |
| Vlag van Nederland                     | Gyliano van Velzen     | FC Utrecht       | 2015                  |

## Staf
| Naam               | Nation.            | Functie                 |
| ------------------ | ------------------ | ----------------------- |
| 0Robert Molenaar   | Vlag van Nederland | 0Hoofdtrainer           |
| 0Johan Steur       | Vlag van Nederland | 0Assistent-trainer      |
| 0Berry Smit        | Vlag van Nederland | 0Assistent-trainer      |
| 0Edwin Zoetebier   | Vlag van Nederland | 0Keeperstrainer         |
| 0André Dooijeweerd | Vlag van Nederland | 0Fysiotherapeut         |
| 0Peter Visser      | Vlag van Nederland | 0Hersteltrainer         |
| 0Klaas Smit        | Vlag van Nederland | 0Teammanager            |
| 0Erik Scheltens    | Vlag van Nederland | 0Clubarts               |
| 0Ruud Jacobs       | Vlag van Nederland | 0Loop- en krachttrainer |
| 0Martin Kuitert    | Vlag van Nederland | 0Looptrainer            |

## Vriendschappelijke wedstrijden
Hieronder staat een overzicht van de vriendschappelijke wedstrijden die FC Volendam speelt in het seizoen 2015/16.
|                       |        |               |                                                                                  |                                               |
| 5 juli 2015 15:00 uur | VV KGB | 0 - 6 (0 - 2) | FC Volendam                                                                      | Stadion: Sportpark De Rozenboom, Bovenkarspel |
| 5 juli 2015 15:00 uur |        | Verslag       | 22' Luirink 45' Tuijp 63' Steltenpool 69' Steltenpool 82' D. Tol 89' Steltenpool | Stadion: Sportpark De Rozenboom, Bovenkarspel |
| 5 juli 2015 15:00 uur |        |               |                                                                                  | Stadion: Sportpark De Rozenboom, Bovenkarspel |
| 5 juli 2015 15:00 uur |        |               |                                                                                  | Stadion: Sportpark De Rozenboom, Bovenkarspel |
|                       |        |               |                                                                                  |                                               |

|                        |                                                        |               |             |                                                                      |
| 11 juli 2015 19:00 uur | sc Heerenveen                                          | 4 - 1 (1 - 0) | FC Volendam | Stadion: Sportpark de Sandobbe, Koudum Scheidsrechter: Rob Dieperink |
| 11 juli 2015 19:00 uur | Veerman 32' Schoop 63' Slagveer 85' van den Boomen 89' | Verslag       | 58' Mertens | Stadion: Sportpark de Sandobbe, Koudum Scheidsrechter: Rob Dieperink |
| 11 juli 2015 19:00 uur |                                                        |               |             | Stadion: Sportpark de Sandobbe, Koudum Scheidsrechter: Rob Dieperink |
| 11 juli 2015 19:00 uur |                                                        |               |             | Stadion: Sportpark de Sandobbe, Koudum Scheidsrechter: Rob Dieperink |
|                        |                                                        |               |             |                                                                      |

|                        |              |               |                                      |                                                                      |
| 14 juli 2015 16:00 uur | FC Volendam  | 1 - 3 (0 - 2) | Istanbul Başakşehir                  | Stadion: Sportpark de Westeneng, Garderen Scheidsrechter: Ed Janssen |
| 14 juli 2015 16:00 uur | El Hamdi 88' | Verslag       | 30' Toprak 42' Rotman 50' Cikalleshi | Stadion: Sportpark de Westeneng, Garderen Scheidsrechter: Ed Janssen |
| 14 juli 2015 16:00 uur |              |               |                                      | Stadion: Sportpark de Westeneng, Garderen Scheidsrechter: Ed Janssen |
| 14 juli 2015 16:00 uur |              |               |                                      | Stadion: Sportpark de Westeneng, Garderen Scheidsrechter: Ed Janssen |
|                        |              |               |                                      |                                                                      |

|                        |                                    |               |             |                                           |
| 17 juli 2015 19:00 uur | SC Cambuur                         | 2 - 1 (2 - 0) | FC Volendam | Stadion: Sportpark Schatzenburg, Menaldum |
| 17 juli 2015 19:00 uur | Masek (pen.) 18' van de Streek 19' | Verslag       | 65' Mertens | Stadion: Sportpark Schatzenburg, Menaldum |
| 17 juli 2015 19:00 uur |                                    |               |             | Stadion: Sportpark Schatzenburg, Menaldum |
| 17 juli 2015 19:00 uur |                                    |               |             | Stadion: Sportpark Schatzenburg, Menaldum |
|                        |                                    |               |             |                                           |

|                        |                                              |               |                                              |                                            |
| 21 juli 2015 19:00 uur | FC Volendam                                  | 3 - 4 (2 - 1) | Altınordu                                    | Stadion: Sportpark Prinses Irene, Rijswijk |
| 21 juli 2015 19:00 uur | Philips 30' van Kippersluis 37' El Hamdi 80' | Verslag       | 4' Temeltaş 80' Ünder 87' Türkdoğan 90' Tuna | Stadion: Sportpark Prinses Irene, Rijswijk |
| 21 juli 2015 19:00 uur |                                              |               |                                              | Stadion: Sportpark Prinses Irene, Rijswijk |
| 21 juli 2015 19:00 uur |                                              |               |                                              | Stadion: Sportpark Prinses Irene, Rijswijk |
|                        |                                              |               |                                              |                                            |

|                        |            |               | |                                                                         |
| 24 juli 2015 19:00 uur | Bruse Boys | 0 - 7 (0 - 3) | FC Volendam | Stadion: Sportpark Volharding, Bruinisse Scheidsrechter: Matthijs Jobse |
| 24 juli 2015 19:00 uur |            | Verslag       | 18' van Son 39' Schilder 40' Tuijp 57' El Hamdi 79' Philips (pen.) 82' Vroegindeweij (e.d.) 85' Vroegindeweij (e.d.) | Stadion: Sportpark Volharding, Bruinisse Scheidsrechter: Matthijs Jobse |
| 24 juli 2015 19:00 uur |            |               | | Stadion: Sportpark Volharding, Bruinisse Scheidsrechter: Matthijs Jobse |
| 24 juli 2015 19:00 uur |            |               | | Stadion: Sportpark Volharding, Bruinisse Scheidsrechter: Matthijs Jobse |
|                        |            |               | |                                                                         |

|                        |             |                | |                                            |
| 28 juli 2015 19:00 uur | SVW '27     | 1 - 15 (1 - 3) | FC Volendam | Stadion: Sportpark De Kabel, Heerhugowaard |
| 28 juli 2015 19:00 uur | de Mees 35' | Verslag        | 18' Luirink 31' Philips 43' van Velzen 52' Laghmouchi 53' Tuijp 63' Schouten 66' Vlak 71' Steltenpool 73' Steltenpool 74' Steltenpool 76' Steltenpool 78' van Son 80' van Son 84' Steltenpool 90' Steltenpool | Stadion: Sportpark De Kabel, Heerhugowaard |
| 28 juli 2015 19:00 uur |             |                | | Stadion: Sportpark De Kabel, Heerhugowaard |
| 28 juli 2015 19:00 uur |             |                | | Stadion: Sportpark De Kabel, Heerhugowaard |
|                        |             |                | |                                            |

|                        |                                      |               |          |                                                                 |
| 31 juli 2015 19:00 uur | FC Volendam                          | 3 - 0 (3 - 0) | Jong PSV | Stadion: Kras Stadion, Volendam Scheidsrechter: Laurens Gerrets |
| 31 juli 2015 19:00 uur | Tuijp 20' van Velzen 34' Kwakman 42' | Verslag       |          | Stadion: Kras Stadion, Volendam Scheidsrechter: Laurens Gerrets |
| 31 juli 2015 19:00 uur |                                      |               |          | Stadion: Kras Stadion, Volendam Scheidsrechter: Laurens Gerrets |
| 31 juli 2015 19:00 uur |                                      |               |          | Stadion: Kras Stadion, Volendam Scheidsrechter: Laurens Gerrets |
|                        |                                      |               |          |                                                                 |

|                            |                      |               |                     |                                           |
| 3 september 2015 11:00 uur | AFC Ajax             | 2 - 1 (2 - 0) | FC Volendam         | Stadion: Sportpark De Toekomst, Amsterdam |
| 3 september 2015 11:00 uur | Schöne 3' Schöne 23' | Verslag       | 84' van Kippersluis | Stadion: Sportpark De Toekomst, Amsterdam |
| 3 september 2015 11:00 uur |                      |               |                     | Stadion: Sportpark De Toekomst, Amsterdam |
| 3 september 2015 11:00 uur |                      |               |                     | Stadion: Sportpark De Toekomst, Amsterdam |
|                            |                      |               |                     |                                           |

|                          |                         |               |                |                                                                    |
| 8 oktober 2015 12:30 uur | ADO Den Haag            | 2 - 1 (1 - 0) | FC Volendam    | Stadion: Kyocera Stadion, Den Haag Scheidsrechter: Allard Lindhout |
| 8 oktober 2015 12:30 uur | Havenaar 26' Alberg 75' | Verslag       | 90' Runderkamp | Stadion: Kyocera Stadion, Den Haag Scheidsrechter: Allard Lindhout |
| 8 oktober 2015 12:30 uur |                         |               |                | Stadion: Kyocera Stadion, Den Haag Scheidsrechter: Allard Lindhout |
| 8 oktober 2015 12:30 uur |                         |               |                | Stadion: Kyocera Stadion, Den Haag Scheidsrechter: Allard Lindhout |
|                          |                         |               |                |                                                                    |

|                            |              |               |                                                        |                                        |
| 10 november 2015 19:30 uur | Madese Boys  | 0 - 5 (1 - 8) | FC Volendam                                            | Stadion: Sportpark De Schietberg, Made |
| 10 november 2015 19:30 uur | Onbekend 89' | Verslag       | Hilterman El Hamdi Mertens Evers Mertens Tuijp Mertens | Stadion: Sportpark De Schietberg, Made |
| 10 november 2015 19:30 uur |              |               |                                                        | Stadion: Sportpark De Schietberg, Made |
| 10 november 2015 19:30 uur |              |               |                                                        | Stadion: Sportpark De Schietberg, Made |
|                            |              |               |                                                        |                                        |

|                          |                                                        |               |                           |                                                                       |
| 9 januari 2016 13:30 uur | FC Utrecht                                             | 5 − 1 (2 − 1) | FC Volendam               | Stadion: Sportcomplex Zoudenbalch, Utrecht Scheidsrechter: Joey Kooij |
| 9 januari 2016 13:30 uur | Ludwig 23' Haller 30' Ayoub 48' Haller 54' Boymans 89' | Verslag       | 33' Van der Maarel (e.d.) | Stadion: Sportcomplex Zoudenbalch, Utrecht Scheidsrechter: Joey Kooij |
| 9 januari 2016 13:30 uur |                                                        |               |                           | Stadion: Sportcomplex Zoudenbalch, Utrecht Scheidsrechter: Joey Kooij |
| 9 januari 2016 13:30 uur |                                                        |               |                           | Stadion: Sportcomplex Zoudenbalch, Utrecht Scheidsrechter: Joey Kooij |
|                          |                                                        |               |                           |                                                                       |

## Eerste divisie

### Eindstand
| pos | club               | gs | w  | g  | v  | pnt | dv | dt | ds  |
| --- | ------------------ | -- | -- | -- | -- | --- | -- | -- | --- |
| 1.  | Sparta Rotterdam + | 36 | 24 | 7  | 5  | 79  | 83 | 40 | +43 |
| 2.  | VVV-Venlo          | 36 | 23 | 6  | 7  | 75  | 85 | 39 | +46 |
| 3.  | NAC Breda          | 36 | 20 | 7  | 9  | 67  | 84 | 42 | +42 |
| 4.  | FC Eindhoven +     | 36 | 19 | 6  | 11 | 63  | 55 | 44 | +11 |
| 5.  | Go Ahead Eagles    | 36 | 18 | 7  | 11 | 61  | 61 | 41 | +20 |
| 6.  | FC Volendam +      | 36 | 14 | 10 | 12 | 52  | 54 | 40 | +14 |
| 7.  | FC Emmen           | 36 | 15 | 6  | 15 | 51  | 58 | 57 | +1  |
| 8.  | Almere City FC +   | 36 | 14 | 8  | 14 | 50  | 68 | 66 | +2  |
| 9.  | Jong Ajax *        | 36 | 13 | 11 | 12 | 50  | 59 | 57 | +2  |
| 10. | MVV Maastricht     | 36 | 14 | 8  | 14 | 50  | 52 | 60 | −8  |
| 11. | Jong PSV *         | 36 | 13 | 9  | 14 | 48  | 51 | 71 | −20 |
| 12. | Telstar            | 36 | 12 | 8  | 16 | 44  | 57 | 64 | −7  |
| 13. | Helmond Sport      | 36 | 11 | 9  | 16 | 42  | 52 | 59 | −7  |
| 14. | FC Dordrecht       | 36 | 11 | 7  | 18 | 40  | 47 | 67 | −20 |
| 15. | Achilles '29       | 36 | 10 | 9  | 17 | 39  | 43 | 61 | −18 |
| 16. | Fortuna Sittard    | 36 | 11 | 6  | 19 | 39  | 41 | 74 | −33 |
| 17. | FC Den Bosch       | 36 | 9  | 11 | 16 | 38  | 47 | 53 | −6  |
| 18. | RKC Waalwijk       | 36 | 7  | 11 | 18 | 32  | 41 | 66 | −25 |
| 19. | FC Oss             | 36 | 7  | 8  | 21 | 29  | 43 | 80 | −37 |

### Legenda
| Kleur | Kwalificatie voor                                     |
| ----- | ----------------------------------------------------- |
|       | Promotie naar de Eredivisie                           |
|       | Play-offs voor promotie naar de Eredivisie, 2e ronde  |
|       | Play-offs voor promotie naar de Eredivisie, 1e ronde  |
| +     | Periodekampioen                                       |
| *     | Uitgesloten van promotie of deelname aan de play-offs |

### Wedstrijden

#### Reguliere competitie
|                             |                 |               |                                                     |                                                                                        |
| 1 7 augustus 2015 20:00 uur | NAC Breda       | 1 - 4 (0 - 0) | FC Volendam                                         | Stadion: Rat Verlegh Stadion, Breda Toeschouwers: 14.230 Scheidsrechter: Siemen Mulder |
| 1 7 augustus 2015 20:00 uur | Luis Pedrio 66' | Verslag       | 55' Tuijp 60' Kwakman 67' Steltenpool 90+3' Philips | Stadion: Rat Verlegh Stadion, Breda Toeschouwers: 14.230 Scheidsrechter: Siemen Mulder |
| 1 7 augustus 2015 20:00 uur |                 |               |                                                     | Stadion: Rat Verlegh Stadion, Breda Toeschouwers: 14.230 Scheidsrechter: Siemen Mulder |
| 1 7 augustus 2015 20:00 uur |                 |               |                                                     | Stadion: Rat Verlegh Stadion, Breda Toeschouwers: 14.230 Scheidsrechter: Siemen Mulder |
|                             |                 |               |                                                     |                                                                                        |

|                              |                                 |               |              |                                                                                        |
| 2 14 augustus 2015 20:00 uur | FC Volendam                     | 2 - 0 (0 - 0) | FC Den Bosch | Stadion: Kras Stadion, Volendam Toeschouwers: 3.677 Scheidsrechter: Edwin van de Graaf |
| 2 14 augustus 2015 20:00 uur | Tuijp 60' van Kippersluis 90+4' | Verslag       |              | Stadion: Kras Stadion, Volendam Toeschouwers: 3.677 Scheidsrechter: Edwin van de Graaf |
| 2 14 augustus 2015 20:00 uur |                                 |               |              | Stadion: Kras Stadion, Volendam Toeschouwers: 3.677 Scheidsrechter: Edwin van de Graaf |
| 2 14 augustus 2015 20:00 uur |                                 |               |              | Stadion: Kras Stadion, Volendam Toeschouwers: 3.677 Scheidsrechter: Edwin van de Graaf |
|                              |                                 |               |              |                                                                                        |

|                              |              |               |                                 | |
| 3 21 augustus 2015 20:00 uur | FC Dordrecht | 1 - 3 (0 - 2) | FC Volendam                     | Stadion: Riwal Hoogwerkers Stadion, Dordrecht Toeschouwers: 2.882 Scheidsrechter: Martin van den Kerkhof |
| 3 21 augustus 2015 20:00 uur | Lumu 46'     | Verslag       | 31' Tuijp 45' Tuijp 60' Kwakman | Stadion: Riwal Hoogwerkers Stadion, Dordrecht Toeschouwers: 2.882 Scheidsrechter: Martin van den Kerkhof |
| 3 21 augustus 2015 20:00 uur |              |               |                                 | Stadion: Riwal Hoogwerkers Stadion, Dordrecht Toeschouwers: 2.882 Scheidsrechter: Martin van den Kerkhof |
| 3 21 augustus 2015 20:00 uur |              |               |                                 | Stadion: Riwal Hoogwerkers Stadion, Dordrecht Toeschouwers: 2.882 Scheidsrechter: Martin van den Kerkhof |
|                              |              |               |                                 | |

|                              |                 |               |                                                                                     |                                                                                               |
| 4 24 augustus 2015 20:00 uur | Fortuna Sittard | 0 - 6 (0 - 2) | FC Volendam                                                                         | Stadion: Fortuna Sittard Stadion, Sittard Toeschouwers: 2.890 Scheidsrechter: Allard Lindhout |
| 4 24 augustus 2015 20:00 uur |                 | Verslag       | 6' Kwakman 7' Schroyen (e.d.) 46' Tuijp 69' Schroyen (e.d.) 87' van Son 90' Kwakman | Stadion: Fortuna Sittard Stadion, Sittard Toeschouwers: 2.890 Scheidsrechter: Allard Lindhout |
| 4 24 augustus 2015 20:00 uur |                 |               |                                                                                     | Stadion: Fortuna Sittard Stadion, Sittard Toeschouwers: 2.890 Scheidsrechter: Allard Lindhout |
| 4 24 augustus 2015 20:00 uur |                 |               |                                                                                     | Stadion: Fortuna Sittard Stadion, Sittard Toeschouwers: 2.890 Scheidsrechter: Allard Lindhout |
|                              |                 |               |                                                                                     |                                                                                               |

|                              |             |               |                |                                                                                     |
| 5 28 augustus 2015 20:00 uur | FC Volendam | 1 - 1 (0 - 0) | VVV-Venlo      | Stadion: Kras Stadion, Volendam Toeschouwers: 4.215 Scheidsrechter: Allard Lindhout |
| 5 28 augustus 2015 20:00 uur | Evers 89'   | Verslag       | 87' van Crooij | Stadion: Kras Stadion, Volendam Toeschouwers: 4.215 Scheidsrechter: Allard Lindhout |
| 5 28 augustus 2015 20:00 uur |             |               |                | Stadion: Kras Stadion, Volendam Toeschouwers: 4.215 Scheidsrechter: Allard Lindhout |
| 5 28 augustus 2015 20:00 uur |             |               |                | Stadion: Kras Stadion, Volendam Toeschouwers: 4.215 Scheidsrechter: Allard Lindhout |
|                              |             |               |                |                                                                                     |

|                               |                                                 |               |          |                                                                                 |
| 6 11 september 2015 20:00 uur | FC Volendam                                     | 3 - 0 (2 - 0) | Jong PSV | Stadion: Kras Stadion, Volendam Toeschouwers: 4.482 Scheidsrechter: Erwin Blank |
| 6 11 september 2015 20:00 uur | Steltenpool 27' Steltenpool 38' Steltenpool 50' | Verslag       |          | Stadion: Kras Stadion, Volendam Toeschouwers: 4.482 Scheidsrechter: Erwin Blank |
| 6 11 september 2015 20:00 uur |                                                 |               |          | Stadion: Kras Stadion, Volendam Toeschouwers: 4.482 Scheidsrechter: Erwin Blank |
| 6 11 september 2015 20:00 uur |                                                 |               |          | Stadion: Kras Stadion, Volendam Toeschouwers: 4.482 Scheidsrechter: Erwin Blank |
|                               |                                                 |               |          |                                                                                 |

|                               |               |               |                            |                                                                                           |
| 7 18 september 2015 20:00 uur | Helmond Sport | 0 - 2 (0 - 1) | FC Volendam                | Stadion: Lavans Stadion, Helmond Toeschouwers: 2.356 Scheidsrechter: Karel van den Heuvel |
| 7 18 september 2015 20:00 uur |               | Verslag       | 28' Mertens 76' van Velzen | Stadion: Lavans Stadion, Helmond Toeschouwers: 2.356 Scheidsrechter: Karel van den Heuvel |
| 7 18 september 2015 20:00 uur |               |               |                            | Stadion: Lavans Stadion, Helmond Toeschouwers: 2.356 Scheidsrechter: Karel van den Heuvel |
| 7 18 september 2015 20:00 uur |               |               |                            | Stadion: Lavans Stadion, Helmond Toeschouwers: 2.356 Scheidsrechter: Karel van den Heuvel |
|                               |               |               |                            |                                                                                           |

|                               |                                                |               |               |                                                                                     |
| 8 25 september 2015 20:00 uur | FC Volendam                                    | 3 - 1 (3 - 0) | Almere City   | Stadion: Kras Stadion, Volendam Toeschouwers: 4.463 Scheidsrechter: Jeroen Manschot |
| 8 25 september 2015 20:00 uur | Steltenpool 8' Steltenpool 24' Steltenpool 32' | Verslag       | 74' Boldewijn | Stadion: Kras Stadion, Volendam Toeschouwers: 4.463 Scheidsrechter: Jeroen Manschot |
| 8 25 september 2015 20:00 uur |                                                |               |               | Stadion: Kras Stadion, Volendam Toeschouwers: 4.463 Scheidsrechter: Jeroen Manschot |
| 8 25 september 2015 20:00 uur |                                                |               |               | Stadion: Kras Stadion, Volendam Toeschouwers: 4.463 Scheidsrechter: Jeroen Manschot |
|                               |                                                |               |               |                                                                                     |

|                              |                                        |               |                |                                                                                  |
| 10 18 oktober 2015 14:30 uur | MVV Maastricht                         | 3 − 1 (0 − 0) | FC Volendam    | Stadion: Geusselt, Maastricht Toeschouwers: 4.885 Scheidsrechter: Eric Braamhaar |
| 10 18 oktober 2015 14:30 uur | Palacios 65' Palacios 71' Güvenç 90+3' | Verslag       | 90+2' El Hamdi | Stadion: Geusselt, Maastricht Toeschouwers: 4.885 Scheidsrechter: Eric Braamhaar |
| 10 18 oktober 2015 14:30 uur |                                        |               |                | Stadion: Geusselt, Maastricht Toeschouwers: 4.885 Scheidsrechter: Eric Braamhaar |
| 10 18 oktober 2015 14:30 uur |                                        |               |                | Stadion: Geusselt, Maastricht Toeschouwers: 4.885 Scheidsrechter: Eric Braamhaar |
|                              |                                        |               |                |                                                                                  |

|                              |             |               |                         |                                                                                   |
| 11 23 oktober 2015 20:00 uur | FC Volendam | 0 − 2 (0 − 0) | FC Emmen                | Stadion: Kras Stadion, Volendam Toeschouwers: 4.214 Scheidsrechter: Siemen Mulder |
| 11 23 oktober 2015 20:00 uur |             | Verslag       | 72' Ten Voorde 83' Deul | Stadion: Kras Stadion, Volendam Toeschouwers: 4.214 Scheidsrechter: Siemen Mulder |
| 11 23 oktober 2015 20:00 uur |             |               |                         | Stadion: Kras Stadion, Volendam Toeschouwers: 4.214 Scheidsrechter: Siemen Mulder |
| 11 23 oktober 2015 20:00 uur |             |               |                         | Stadion: Kras Stadion, Volendam Toeschouwers: 4.214 Scheidsrechter: Siemen Mulder |
|                              |             |               |                         |                                                                                   |

|                              |                                       |               |                             |                                                                                     |
| 12 30 oktober 2015 20:00 uur | FC Volendam                           | 1 − 2 (1 − 0) | FC Eindhoven                | Stadion: Kras Stadion, Volendam Toeschouwers: 4.428 Scheidsrechter: Allard Lindhout |
| 12 30 oktober 2015 20:00 uur | Steltenpool (pen.) 38' Van Velzen 45' | Verslag       | 76' Caenepeel 82' Caenepeel | Stadion: Kras Stadion, Volendam Toeschouwers: 4.428 Scheidsrechter: Allard Lindhout |
| 12 30 oktober 2015 20:00 uur |                                       |               |                             | Stadion: Kras Stadion, Volendam Toeschouwers: 4.428 Scheidsrechter: Allard Lindhout |
| 12 30 oktober 2015 20:00 uur |                                       |               |                             | Stadion: Kras Stadion, Volendam Toeschouwers: 4.428 Scheidsrechter: Allard Lindhout |
|                              |                                       |               |                             |                                                                                     |

|                              |               |               |                                      |                                                                                          |
| 13 6 november 2015 20:00 uur | Telstar       | 1 − 1 (1 − 1) | FC Volendam                          | Stadion: Telstar Stadion, Velsen-Zuid Toeschouwers: 2.580 Scheidsrechter: Christiaan Bax |
| 13 6 november 2015 20:00 uur | Serrarens 14' | Verslag       | Tuijp (pen.) 27' Schouten (pen.) 44' | Stadion: Telstar Stadion, Velsen-Zuid Toeschouwers: 2.580 Scheidsrechter: Christiaan Bax |
| 13 6 november 2015 20:00 uur |               |               |                                      | Stadion: Telstar Stadion, Velsen-Zuid Toeschouwers: 2.580 Scheidsrechter: Christiaan Bax |
| 13 6 november 2015 20:00 uur |               |               |                                      | Stadion: Telstar Stadion, Velsen-Zuid Toeschouwers: 2.580 Scheidsrechter: Christiaan Bax |
|                              |               |               |                                      |                                                                                          |

|                               |                                           |               |              |                                                                                     |
| 14 20 november 2015 20:00 uur | FC Volendam                               | 3 − 0 (1 − 0) | RKC Waalwijk | Stadion: Kras Stadion, Volendam Toeschouwers: 4.088 Scheidsrechter: Jeroen Manschot |
| 14 20 november 2015 20:00 uur | Schouten 8' Laghmouchi 47' Ben Moussa 88' | Verslag       |              | Stadion: Kras Stadion, Volendam Toeschouwers: 4.088 Scheidsrechter: Jeroen Manschot |
| 14 20 november 2015 20:00 uur |                                           |               |              | Stadion: Kras Stadion, Volendam Toeschouwers: 4.088 Scheidsrechter: Jeroen Manschot |
| 14 20 november 2015 20:00 uur |                                           |               |              | Stadion: Kras Stadion, Volendam Toeschouwers: 4.088 Scheidsrechter: Jeroen Manschot |
|                               |                                           |               |              |                                                                                     |

|                               |              |               |             |                                                                                              |
| 15 27 november 2015 20:00 uur | Achilles '29 | 0 − 0 (0 − 0) | FC Volendam | Stadion: Sportpark De Heikant, Groesbeek Toeschouwers: 1.123 Scheidsrechter: Laurens Gerrets |
| 15 27 november 2015 20:00 uur | Verslag      |               |             | Stadion: Sportpark De Heikant, Groesbeek Toeschouwers: 1.123 Scheidsrechter: Laurens Gerrets |
| 15 27 november 2015 20:00 uur |              |               |             | Stadion: Sportpark De Heikant, Groesbeek Toeschouwers: 1.123 Scheidsrechter: Laurens Gerrets |
| 15 27 november 2015 20:00 uur |              |               |             | Stadion: Sportpark De Heikant, Groesbeek Toeschouwers: 1.123 Scheidsrechter: Laurens Gerrets |
|                               |              |               |             |                                                                                              |

|                               |              |               |                 |                                                                                 |
| 16 30 november 2015 20:00 uur | FC Volendam  | 1 − 0 (0 − 0) | Go Ahead Eagles | Stadion: Kras Stadion, Volendam Toeschouwers: 4.030 Scheidsrechter: Bas Nijhuis |
| 16 30 november 2015 20:00 uur | Schouten 89' | Verslag       |                 | Stadion: Kras Stadion, Volendam Toeschouwers: 4.030 Scheidsrechter: Bas Nijhuis |
| 16 30 november 2015 20:00 uur |              |               |                 | Stadion: Kras Stadion, Volendam Toeschouwers: 4.030 Scheidsrechter: Bas Nijhuis |
| 16 30 november 2015 20:00 uur |              |               |                 | Stadion: Kras Stadion, Volendam Toeschouwers: 4.030 Scheidsrechter: Bas Nijhuis |
|                               |              |               |                 |                                                                                 |

|                              |                                                  |               |                |                                                                                                  |
| 17 4 december 2015 20:00 uur | Sparta Rotterdam                                 | 3 − 1 (0 − 0) | FC Volendam    | Stadion: Spartastadion Het Kasteel, Rotterdam Toeschouwers: 7.186 Scheidsrechter: Eric Braamhaar |
| 17 4 december 2015 20:00 uur | Van Moorsel 71' Verhaar 86' Verhaar (pen.) 90+4' | Verslag       | 48' Laghmouchi | Stadion: Spartastadion Het Kasteel, Rotterdam Toeschouwers: 7.186 Scheidsrechter: Eric Braamhaar |
| 17 4 december 2015 20:00 uur |                                                  |               |                | Stadion: Spartastadion Het Kasteel, Rotterdam Toeschouwers: 7.186 Scheidsrechter: Eric Braamhaar |
| 17 4 december 2015 20:00 uur |                                                  |               |                | Stadion: Spartastadion Het Kasteel, Rotterdam Toeschouwers: 7.186 Scheidsrechter: Eric Braamhaar |
|                              |                                                  |               |                |                                                                                                  |

|                               |                     |               |            |                                                                                          |
| 18 11 december 2015 20:00 uur | FC Volendam         | 1 − 1 (1 − 0) | FC Oss     | Stadion: Kras Stadion, Volendam Toeschouwers: 4.051 Scheidsrechter: Karel van den Heuvel |
| 18 11 december 2015 20:00 uur | Schouten (pen.) 18' | Verslag       | 59' Kamaçi | Stadion: Kras Stadion, Volendam Toeschouwers: 4.051 Scheidsrechter: Karel van den Heuvel |
| 18 11 december 2015 20:00 uur |                     |               |            | Stadion: Kras Stadion, Volendam Toeschouwers: 4.051 Scheidsrechter: Karel van den Heuvel |
| 18 11 december 2015 20:00 uur |                     |               |            | Stadion: Kras Stadion, Volendam Toeschouwers: 4.051 Scheidsrechter: Karel van den Heuvel |
|                               |                     |               |            |                                                                                          |

|                               |                              |               |                     |                                                                                                |
| 19 21 december 2015 20:00 uur | Jong Ajax                    | 2 − 0 (2 − 0) | FC Volendam         | Stadion: Sportpark De Toekomst, Amsterdam Toeschouwers: 1.052 Scheidsrechter: Christian Mulder |
| 19 21 december 2015 20:00 uur | Murić 9' Hendriks (pen.) 35' | Verslag       | Schouten (pen.) 78' | Stadion: Sportpark De Toekomst, Amsterdam Toeschouwers: 1.052 Scheidsrechter: Christian Mulder |
| 19 21 december 2015 20:00 uur |                              |               |                     | Stadion: Sportpark De Toekomst, Amsterdam Toeschouwers: 1.052 Scheidsrechter: Christian Mulder |
| 19 21 december 2015 20:00 uur |                              |               |                     | Stadion: Sportpark De Toekomst, Amsterdam Toeschouwers: 1.052 Scheidsrechter: Christian Mulder |
|                               |                              |               |                     |                                                                                                |

|                              |             |               |                       |                                                                                      |
| 20 15 januari 2016 20:00 uur | FC Volendam | 1 − 2 (0 − 2) | NAC Breda             | Stadion: Kras Stadion, Volendam Toeschouwers: 4.838 Scheidsrechter: Richard Liesveld |
| 20 15 januari 2016 20:00 uur | Mertens 90' | Verslag       | 28' Seuntjens 38' Suk | Stadion: Kras Stadion, Volendam Toeschouwers: 4.838 Scheidsrechter: Richard Liesveld |
| 20 15 januari 2016 20:00 uur |             |               |                       | Stadion: Kras Stadion, Volendam Toeschouwers: 4.838 Scheidsrechter: Richard Liesveld |
| 20 15 januari 2016 20:00 uur |             |               |                       | Stadion: Kras Stadion, Volendam Toeschouwers: 4.838 Scheidsrechter: Richard Liesveld |
|                              |             |               |                       |                                                                                      |

|                              |              |               |                     |                                                                                        |
| 21 18 januari 2016 20:00 uur | FC Den Bosch | 0 − 0 (0 − 0) | FC Volendam         | Stadion: De Vliert, 's-Hertogenbosch Toeschouwers: 2.081 Scheidsrechter: Siemen Mulder |
| 21 18 januari 2016 20:00 uur |              | Verslag       | Schouten (pen.) 88' | Stadion: De Vliert, 's-Hertogenbosch Toeschouwers: 2.081 Scheidsrechter: Siemen Mulder |
| 21 18 januari 2016 20:00 uur |              |               |                     | Stadion: De Vliert, 's-Hertogenbosch Toeschouwers: 2.081 Scheidsrechter: Siemen Mulder |
| 21 18 januari 2016 20:00 uur |              |               |                     | Stadion: De Vliert, 's-Hertogenbosch Toeschouwers: 2.081 Scheidsrechter: Siemen Mulder |
|                              |              |               |                     |                                                                                        |

|                              |                               |               |                      |                                                                                        |
| 22 22 januari 2016 20.00 uur | FC Volendam                   | 2 − 2 (1 − 1) | FC Dordrecht         | Stadion: Kras Stadion, Volendam Toeschouwers: 3.664 Scheidsrechter: Edwin van de Graaf |
| 22 22 januari 2016 20.00 uur | Laghmouchi 9' Steltenpool 79' | Verslag       | 8' Janga 50' Daniels | Stadion: Kras Stadion, Volendam Toeschouwers: 3.664 Scheidsrechter: Edwin van de Graaf |
| 22 22 januari 2016 20.00 uur |                               |               |                      | Stadion: Kras Stadion, Volendam Toeschouwers: 3.664 Scheidsrechter: Edwin van de Graaf |
| 22 22 januari 2016 20.00 uur |                               |               |                      | Stadion: Kras Stadion, Volendam Toeschouwers: 3.664 Scheidsrechter: Edwin van de Graaf |
|                              |                               |               |                      |                                                                                        |

|                              |                                           |               |             |                                                                                                |
| 23 29 januari 2016 20.00 uur | VVV-Venlo                                 | 3 − 0 (1 − 0) | FC Volendam | Stadion: Seacon Stadion - De Koel -, Venlo Toeschouwers: 3.519 Scheidsrechter: Jochem Kamphuis |
| 23 29 januari 2016 20.00 uur | Seuntjens 33' Seuntjens 81' Seuntjens 90' | Verslag       |             | Stadion: Seacon Stadion - De Koel -, Venlo Toeschouwers: 3.519 Scheidsrechter: Jochem Kamphuis |
| 23 29 januari 2016 20.00 uur |                                           |               |             | Stadion: Seacon Stadion - De Koel -, Venlo Toeschouwers: 3.519 Scheidsrechter: Jochem Kamphuis |
| 23 29 januari 2016 20.00 uur |                                           |               |             | Stadion: Seacon Stadion - De Koel -, Venlo Toeschouwers: 3.519 Scheidsrechter: Jochem Kamphuis |
|                              |                                           |               |             |                                                                                                |

|                              |                     |               |                 |                                                                                  |
| 24 5 februari 2016 20.00 uur | FC Volendam         | 1 − 0 (0 − 0) | Fortuna Sittard | Stadion: Kras Stadion, Volendam Toeschouwers: 3.854 Scheidsrechter: Stijn Berben |
| 24 5 februari 2016 20.00 uur | Van Kippersluis 90' | Verslag       |                 | Stadion: Kras Stadion, Volendam Toeschouwers: 3.854 Scheidsrechter: Stijn Berben |
| 24 5 februari 2016 20.00 uur |                     |               |                 | Stadion: Kras Stadion, Volendam Toeschouwers: 3.854 Scheidsrechter: Stijn Berben |
| 24 5 februari 2016 20.00 uur |                     |               |                 | Stadion: Kras Stadion, Volendam Toeschouwers: 3.854 Scheidsrechter: Stijn Berben |
|                              |                     |               |                 |                                                                                  |

|                               |                                 |               |                             |                                                                             |
| 25 12 februari 2016 20.00 uur | Jong PSV                        | 2 − 2 (0 − 0) | FC Volendam                 | Stadion: De Herdgang, Eindhoven Toeschouwers: 601 Scheidsrechter: Davy Otto |
| 25 12 februari 2016 20.00 uur | Boljević 66' Leemans (pen.) 90' | Verslag       | 51' Van Velzen Schouten 54' | Stadion: De Herdgang, Eindhoven Toeschouwers: 601 Scheidsrechter: Davy Otto |
| 25 12 februari 2016 20.00 uur |                                 |               |                             | Stadion: De Herdgang, Eindhoven Toeschouwers: 601 Scheidsrechter: Davy Otto |
| 25 12 februari 2016 20.00 uur |                                 |               |                             | Stadion: De Herdgang, Eindhoven Toeschouwers: 601 Scheidsrechter: Davy Otto |
|                               |                                 |               |                             |                                                                             |

|                               |                       |               |               |                                                                                   |
| 26 15 februari 2016 20.00 uur | FC Volendam           | 2 − 1 (1 − 0) | Helmond Sport | Stadion: Kras Stadion, Volendam Toeschouwers: 3.453 Scheidsrechter: Dennis Higler |
| 26 15 februari 2016 20.00 uur | Hooi 18' Schouten 79' | Verslag       | 85' Heerings  | Stadion: Kras Stadion, Volendam Toeschouwers: 3.453 Scheidsrechter: Dennis Higler |
| 26 15 februari 2016 20.00 uur |                       |               |               | Stadion: Kras Stadion, Volendam Toeschouwers: 3.453 Scheidsrechter: Dennis Higler |
| 26 15 februari 2016 20.00 uur |                       |               |               | Stadion: Kras Stadion, Volendam Toeschouwers: 3.453 Scheidsrechter: Dennis Higler |
|                               |                       |               |               |                                                                                   |

|                               |                            |               |                           |                                                                                |
| 27 19 februari 2016 20.00 uur | Almere City                | 2 − 2 (2 − 1) | FC Volendam               | Stadion: Yanmar Stadion, Almere Toeschouwers: 956 Scheidsrechter: Martin Peréz |
| 27 19 februari 2016 20.00 uur | Kip 40' Van Amersfoort 86' | Verslag       | 13' Tuijp 19' Steltenpool | Stadion: Yanmar Stadion, Almere Toeschouwers: 956 Scheidsrechter: Martin Peréz |
| 27 19 februari 2016 20.00 uur |                            |               |                           | Stadion: Yanmar Stadion, Almere Toeschouwers: 956 Scheidsrechter: Martin Peréz |
| 27 19 februari 2016 20.00 uur |                            |               |                           | Stadion: Yanmar Stadion, Almere Toeschouwers: 956 Scheidsrechter: Martin Peréz |
|                               |                            |               |                           |                                                                                |

|                           |             |               |                    |                                                                                 |
| 29 6 maart 2016 14:30 uur | FC Volendam | 0 − 1 (0 − 0) | MVV Maastricht     | Stadion: Kras Stadion, Volendam Toeschouwers: 2.400 Scheidsrechter: Erwin Blank |
| 29 6 maart 2016 14:30 uur |             | Verslag       | Peeters (pen.) 49' | Stadion: Kras Stadion, Volendam Toeschouwers: 2.400 Scheidsrechter: Erwin Blank |
| 29 6 maart 2016 14:30 uur |             |               |                    | Stadion: Kras Stadion, Volendam Toeschouwers: 2.400 Scheidsrechter: Erwin Blank |
| 29 6 maart 2016 14:30 uur |             |               |                    | Stadion: Kras Stadion, Volendam Toeschouwers: 2.400 Scheidsrechter: Erwin Blank |
|                           |             |               |                    |                                                                                 |

|                            |                      |               |             |                                                                                                   |
| 30 11 maart 2016 20.00 uur | FC Eindhoven         | 1 − 0 (1 − 0) | FC Volendam | Stadion: Jan Louwersstadion, Eindhoven Toeschouwers: 3.145 Scheidsrechter: Martin van den Kerkhof |
| 30 11 maart 2016 20.00 uur | Caenepeel (pen.) 37' | Verslag       |             | Stadion: Jan Louwersstadion, Eindhoven Toeschouwers: 3.145 Scheidsrechter: Martin van den Kerkhof |
| 30 11 maart 2016 20.00 uur |                      |               |             | Stadion: Jan Louwersstadion, Eindhoven Toeschouwers: 3.145 Scheidsrechter: Martin van den Kerkhof |
| 30 11 maart 2016 20.00 uur |                      |               |             | Stadion: Jan Louwersstadion, Eindhoven Toeschouwers: 3.145 Scheidsrechter: Martin van den Kerkhof |
|                            |                      |               |             |                                                                                                   |

|                            |                                       |               |         |                                                                                     |
| 31 14 maart 2016 20.00 uur | FC Volendam                           | 3 − 0 (2 − 0) | Telstar | Stadion: Kras Stadion, Volendam Toeschouwers: 3.579 Scheidsrechter: Allard Lindhout |
| 31 14 maart 2016 20.00 uur | Steltenpool 2' Tuijp 16' Esseboom 59' | Verslag       |         | Stadion: Kras Stadion, Volendam Toeschouwers: 3.579 Scheidsrechter: Allard Lindhout |
| 31 14 maart 2016 20.00 uur |                                       |               |         | Stadion: Kras Stadion, Volendam Toeschouwers: 3.579 Scheidsrechter: Allard Lindhout |
| 31 14 maart 2016 20.00 uur |                                       |               |         | Stadion: Kras Stadion, Volendam Toeschouwers: 3.579 Scheidsrechter: Allard Lindhout |
|                            |                                       |               |         |                                                                                     |

|                            |                             |               |                 |                                                                                                  |
| 32 18 maart 2016 20.00 uur | RKC Waalwijk                | 2 − 1 (1 − 0) | FC Volendam     | Stadion: Mandemakers Stadion, Waalwijk Toeschouwers: 1.952 Scheidsrechter: Steven van der Vrande |
| 32 18 maart 2016 20.00 uur | Nieuwendaal 45' Langedijk72 | Verslag       | 74' Steltenpool | Stadion: Mandemakers Stadion, Waalwijk Toeschouwers: 1.952 Scheidsrechter: Steven van der Vrande |
| 32 18 maart 2016 20.00 uur |                             |               |                 | Stadion: Mandemakers Stadion, Waalwijk Toeschouwers: 1.952 Scheidsrechter: Steven van der Vrande |
| 32 18 maart 2016 20.00 uur |                             |               |                 | Stadion: Mandemakers Stadion, Waalwijk Toeschouwers: 1.952 Scheidsrechter: Steven van der Vrande |
|                            |                             |               |                 |                                                                                                  |

|                           |                |               |             |                                                                                |
| 33 1 april 2016 20.00 uur | FC Emmen       | 1 − 0 (0 − 0) | FC Volendam | Stadion: JENS Vesting, Emmen Toeschouwers: 3.523 Scheidsrechter: Rob Dieperink |
| 33 1 april 2016 20.00 uur | Ten Voorde 84' | Verslag       |             | Stadion: JENS Vesting, Emmen Toeschouwers: 3.523 Scheidsrechter: Rob Dieperink |
| 33 1 april 2016 20.00 uur |                |               |             | Stadion: JENS Vesting, Emmen Toeschouwers: 3.523 Scheidsrechter: Rob Dieperink |
| 33 1 april 2016 20.00 uur |                |               |             | Stadion: JENS Vesting, Emmen Toeschouwers: 3.523 Scheidsrechter: Rob Dieperink |
|                           |                |               |             |                                                                                |

|                           |             |               |              |                                                                                    |
| 34 8 april 2016 20.00 uur | FC Volendam | 0 − 0 (0 − 0) | Achilles '29 | Stadion: Kras Stadion, Volendam Toeschouwers: 4.058 Scheidsrechter: Ingmar Oostrom |
| 34 8 april 2016 20.00 uur | Verslag     |               |              | Stadion: Kras Stadion, Volendam Toeschouwers: 4.058 Scheidsrechter: Ingmar Oostrom |
| 34 8 april 2016 20.00 uur |             |               |              | Stadion: Kras Stadion, Volendam Toeschouwers: 4.058 Scheidsrechter: Ingmar Oostrom |
| 34 8 april 2016 20.00 uur |             |               |              | Stadion: Kras Stadion, Volendam Toeschouwers: 4.058 Scheidsrechter: Ingmar Oostrom |
|                           |             |               |              |                                                                                    |

|                            |                                         |               |                                    |                                                                                                |
| 35 11 april 2016 20.00 uur | Go Ahead Eagles                         | 3 − 2 (1 − 1) | FC Volendam                        | Stadion: De Adelaarshorst, Deventer Toeschouwers: 7.583 Scheidsrechter: Martin van den Kerkhof |
| 35 11 april 2016 20.00 uur | De Kogel 5' Van Ewijk 50' Teijsse 90+1' | Verslag       | 27' Van Kippersluis Laghmouchi 75' | Stadion: De Adelaarshorst, Deventer Toeschouwers: 7.583 Scheidsrechter: Martin van den Kerkhof |
| 35 11 april 2016 20.00 uur |                                         |               |                                    | Stadion: De Adelaarshorst, Deventer Toeschouwers: 7.583 Scheidsrechter: Martin van den Kerkhof |
| 35 11 april 2016 20.00 uur |                                         |               |                                    | Stadion: De Adelaarshorst, Deventer Toeschouwers: 7.583 Scheidsrechter: Martin van den Kerkhof |
|                            |                                         |               |                                    |                                                                                                |

|                            |                               |               |                  |                                                                                     |
| 36 15 april 2016 20.00 uur | FC Volendam                   | 2 − 0 (1 − 0) | Sparta Rotterdam | Stadion: Kras Stadion, Volendam Toeschouwers: 4.445 Scheidsrechter: Jochem Kamphuis |
| 36 15 april 2016 20.00 uur | Hilterman 32' Steltenpool 70' | Verslag       |                  | Stadion: Kras Stadion, Volendam Toeschouwers: 4.445 Scheidsrechter: Jochem Kamphuis |
| 36 15 april 2016 20.00 uur |                               |               |                  | Stadion: Kras Stadion, Volendam Toeschouwers: 4.445 Scheidsrechter: Jochem Kamphuis |
| 36 15 april 2016 20.00 uur |                               |               |                  | Stadion: Kras Stadion, Volendam Toeschouwers: 4.445 Scheidsrechter: Jochem Kamphuis |
|                            |                               |               |                  |                                                                                     |

|                            |             |               |           |                                                                                    |
| 37 22 april 2016 20.00 uur | FC Volendam | 1 − 1 (0 − 0) | Jong Ajax | Stadion: Kras Stadion, Volendam Toeschouwers: 4.641 Scheidsrechter: Freek van Herk |
| 37 22 april 2016 20.00 uur | Hooi 70'    | Verslag       | 64' Nouri | Stadion: Kras Stadion, Volendam Toeschouwers: 4.641 Scheidsrechter: Freek van Herk |
| 37 22 april 2016 20.00 uur |             |               |           | Stadion: Kras Stadion, Volendam Toeschouwers: 4.641 Scheidsrechter: Freek van Herk |
| 37 22 april 2016 20.00 uur |             |               |           | Stadion: Kras Stadion, Volendam Toeschouwers: 4.641 Scheidsrechter: Freek van Herk |
|                            |             |               |           |                                                                                    |

|                            |                   |               |                    |                                                                                          |
| 38 29 april 2016 20.00 uur | FC Oss            | 1 − 2 (1 − 0) | FC Volendam        | Stadion: Frans Heesenstadion, Oss Toeschouwers: 1.558 Scheidsrechter: Edwin van de Graaf |
| 38 29 april 2016 20.00 uur | Van der Venne 43' | Verslag       | 49' Tuijp 70' Hooi | Stadion: Frans Heesenstadion, Oss Toeschouwers: 1.558 Scheidsrechter: Edwin van de Graaf |
| 38 29 april 2016 20.00 uur |                   |               |                    | Stadion: Frans Heesenstadion, Oss Toeschouwers: 1.558 Scheidsrechter: Edwin van de Graaf |
| 38 29 april 2016 20.00 uur |                   |               |                    | Stadion: Frans Heesenstadion, Oss Toeschouwers: 1.558 Scheidsrechter: Edwin van de Graaf |
|                            |                   |               |                    |                                                                                          |

#### Nacompetitie
|                         |                |       |             |                                  |
| Eerste ronde 2 mei 2016 | MVV Maastricht | 2 − 1 | FC Volendam | Stadion: De Geusselt, Maastricht |
| Eerste ronde 2 mei 2016 |                |       |             | Stadion: De Geusselt, Maastricht |
| Eerste ronde 2 mei 2016 |                |       |             | Stadion: De Geusselt, Maastricht |
| Eerste ronde 2 mei 2016 |                |       |             | Stadion: De Geusselt, Maastricht |
|                         |                |       |             |                                  |

|                                  |             |       |                |                                 |
| Eerste ronde (return) 6 mei 2016 | FC Volendam | 1 − 2 | MVV Maastricht | Stadion: Kras Stadion, Volendam |
| Eerste ronde (return) 6 mei 2016 | Verslag     |       |                | Stadion: Kras Stadion, Volendam |
| Eerste ronde (return) 6 mei 2016 |             |       |                | Stadion: Kras Stadion, Volendam |
| Eerste ronde (return) 6 mei 2016 |             |       |                | Stadion: Kras Stadion, Volendam |
|                                  |             |       |                |                                 |

## KNVB Beker
Hieronder staat een overzicht van de wedstrijden die FC Volendam speelde in de KNVB beker in het seizoen 2015/16.
|                                     |            |               |             |                                                                                        |
| Ronde 2 22 september 2015 20:00 uur | FC Lienden | 1 - 0 (1 - 0) | FC Volendam | Stadion: Sportpark de Abdijhof, Lienden Toeschouwers: 800 Scheidsrechter: Martin Pérez |
| Ronde 2 22 september 2015 20:00 uur | Grot 45'   | Verslag       |             | Stadion: Sportpark de Abdijhof, Lienden Toeschouwers: 800 Scheidsrechter: Martin Pérez |
| Ronde 2 22 september 2015 20:00 uur |            |               |             | Stadion: Sportpark de Abdijhof, Lienden Toeschouwers: 800 Scheidsrechter: Martin Pérez |
| Ronde 2 22 september 2015 20:00 uur |            |               |             | Stadion: Sportpark de Abdijhof, Lienden Toeschouwers: 800 Scheidsrechter: Martin Pérez |
|                                     |            |               |             |                                                                                        |